# Джузеппе Торретто
Джузеппе Торретто (італ. Giuseppe Torretto 1661, Паньяно — 1743, Венеція) — італійський скульптор доби бароко.

## Життєпис і вибрані твори
Про життя скульптора збереглося мало свідоцтв. Народився в провінційному Паньяно. Виконав декілька замовлень для вельможної родини з Венеції Манін. Для каплиці родини Манін у місті Удіне виконав рельєфи зі сценами життя Богородиці. Працював на замовлення релігійних громад з міста Венеція, де збережено більшість його творів (Церква Санта-Марія Формоза, Церква Джезуїті, Церква Скальці)
Брав замовлення на створення садово-паркових скульптур. Саме він отримав від московського царя Петра І замовлення на створення скульптур для Літнього саду в Санкт-Петербурзі.
Два твори Торретто демонструють експозиції сучасного Меншиковського палацу в Петербурзі — це декоративна скульптура «Адоніс» у повний зріст та «Діана з Амуром та песиком».
Найбільшу мистецьку вартість має мармурова скульптура «Діана з Амуром та песиком», створена Джузеппе Торретто (1661—1743). Вона ніколи не належала князю Меншикову О. Д., а походить з первісного комплекту скульптур, якими прикрасили Літній сад на початку XVIII століття. Літній сад на той час мав декілька «лежачих скульптур», але вони були пошкоджені й зникли. «Діана з Амуром та песиком» одна з небагатьох, що збережена з тої доби. Скульптура створена у 1717 р. і має власний підпис Джузеппе Торретто (передана до збірок Ермітажу).

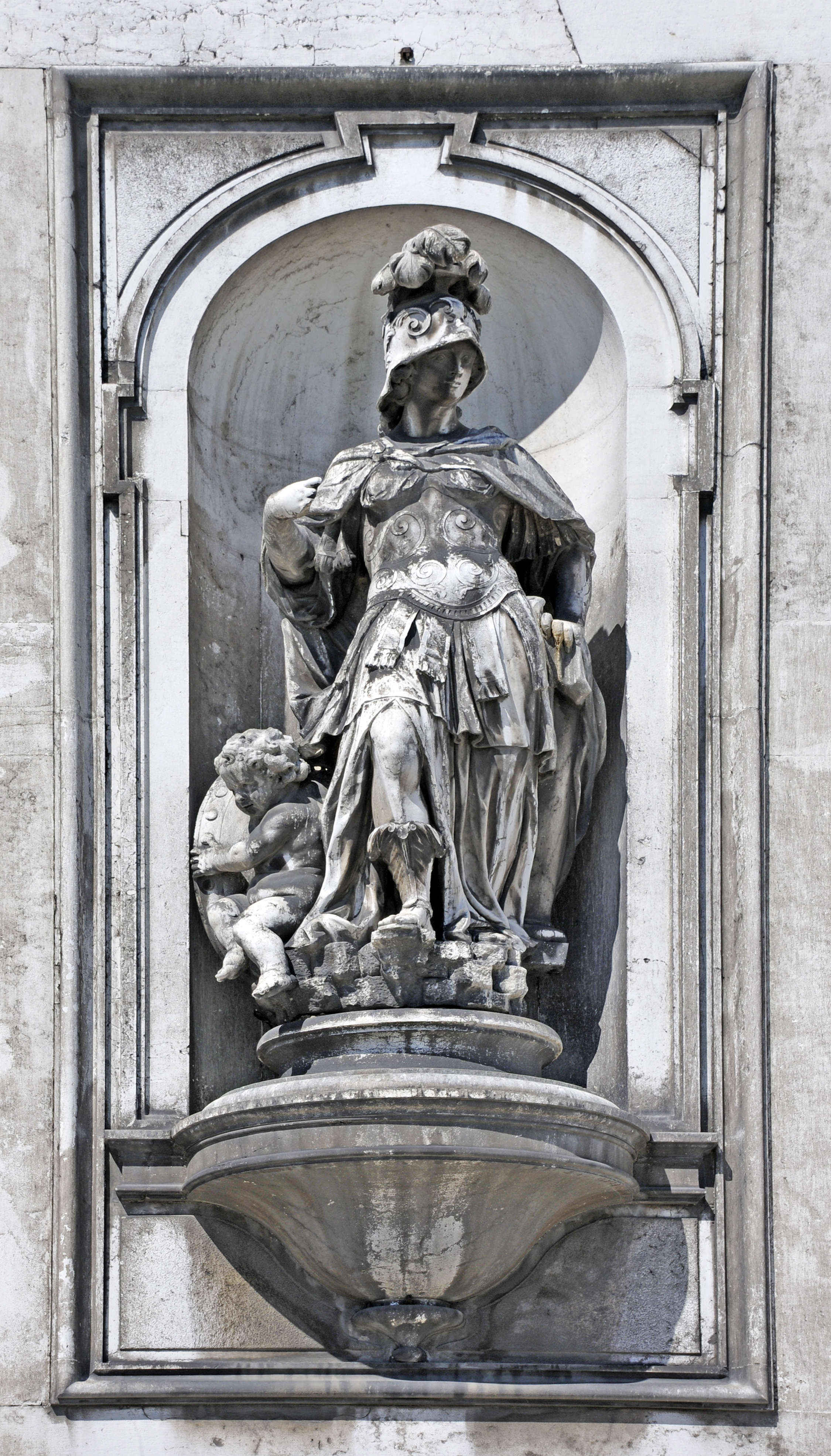
«Алегорія Сили»
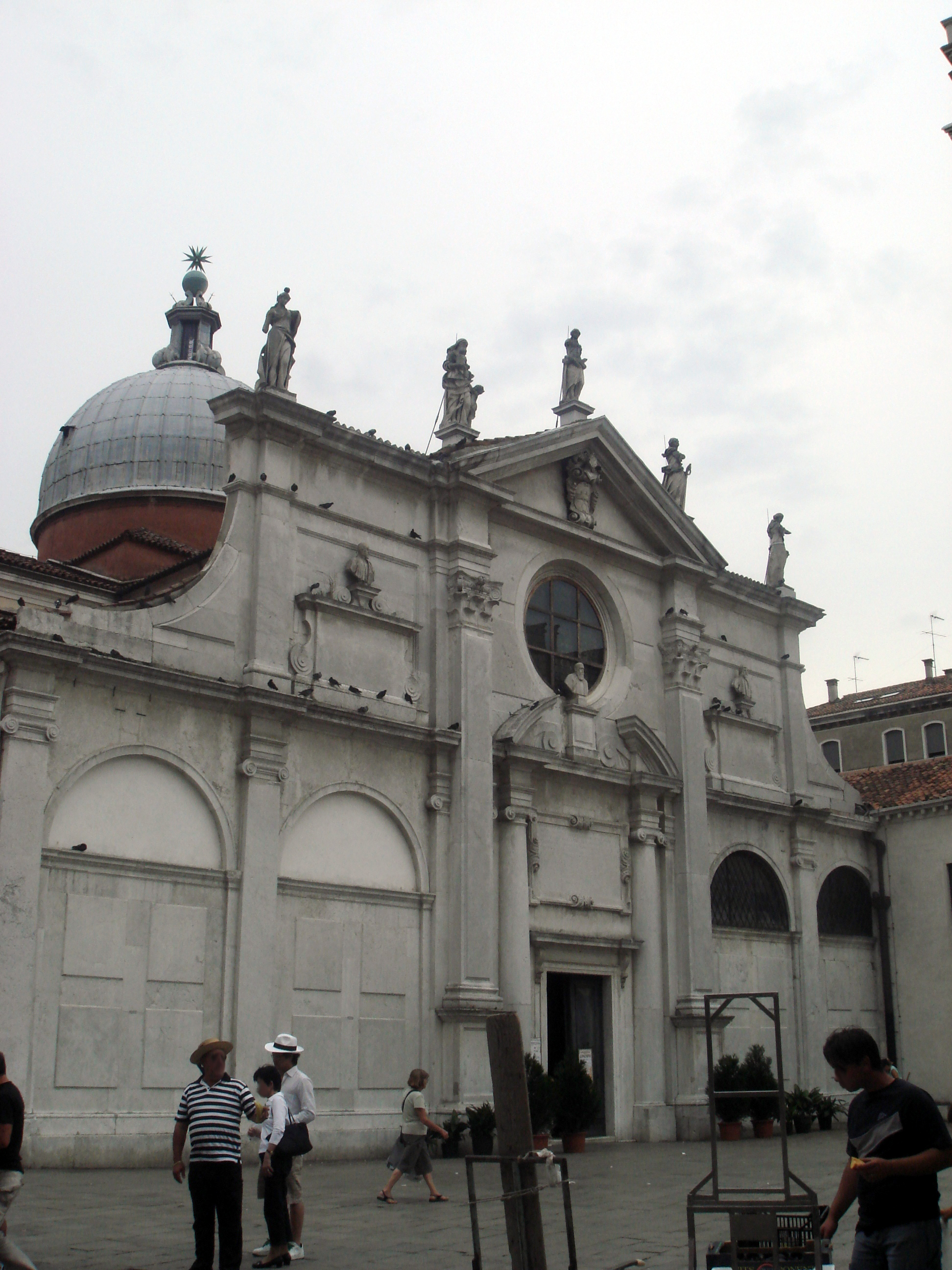
Церква Санта-Марія-Формоза
Джузеппе Торретто. Скульптура на фасаді церкви Сан Стае
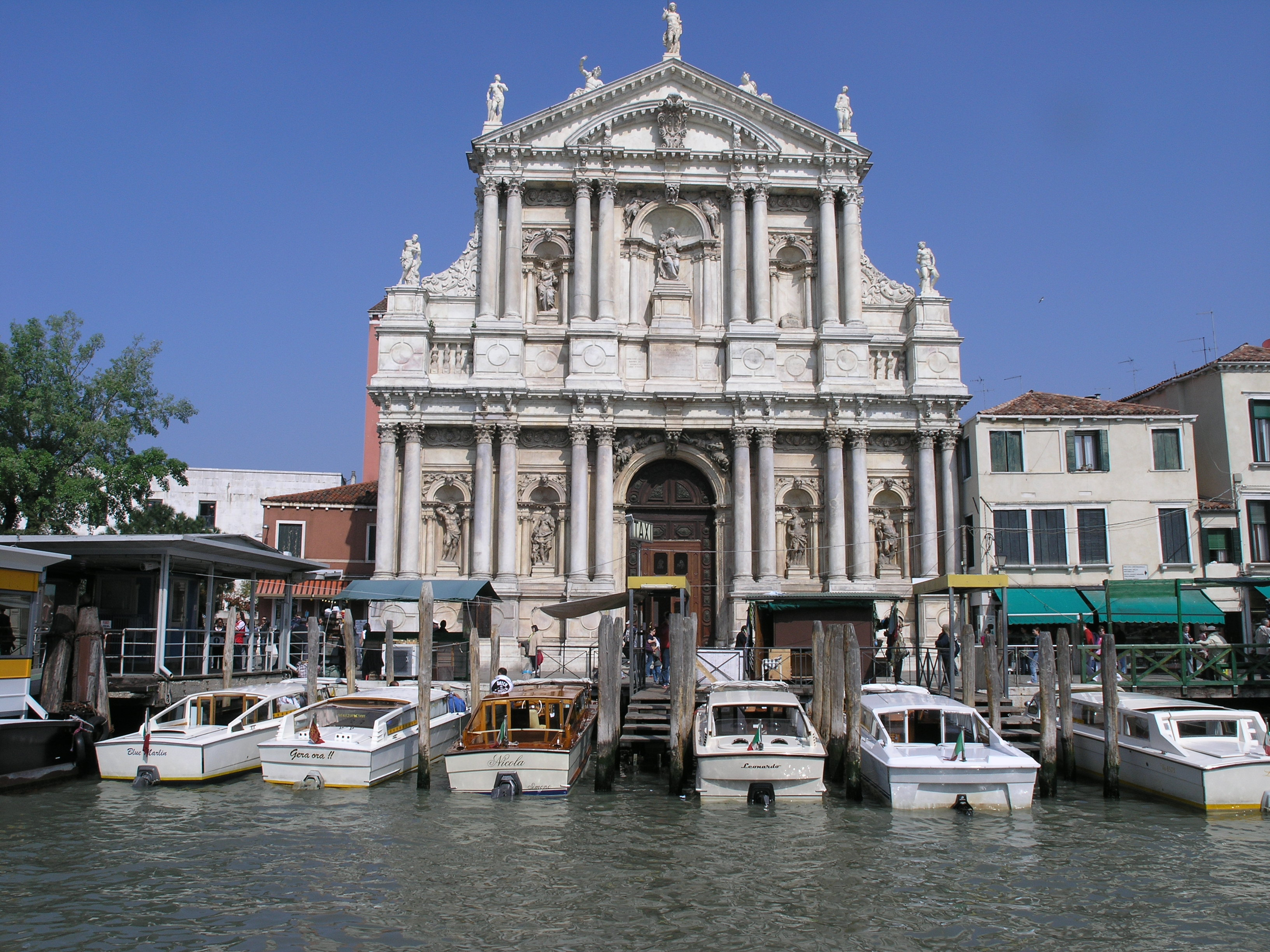
Церква Скальці
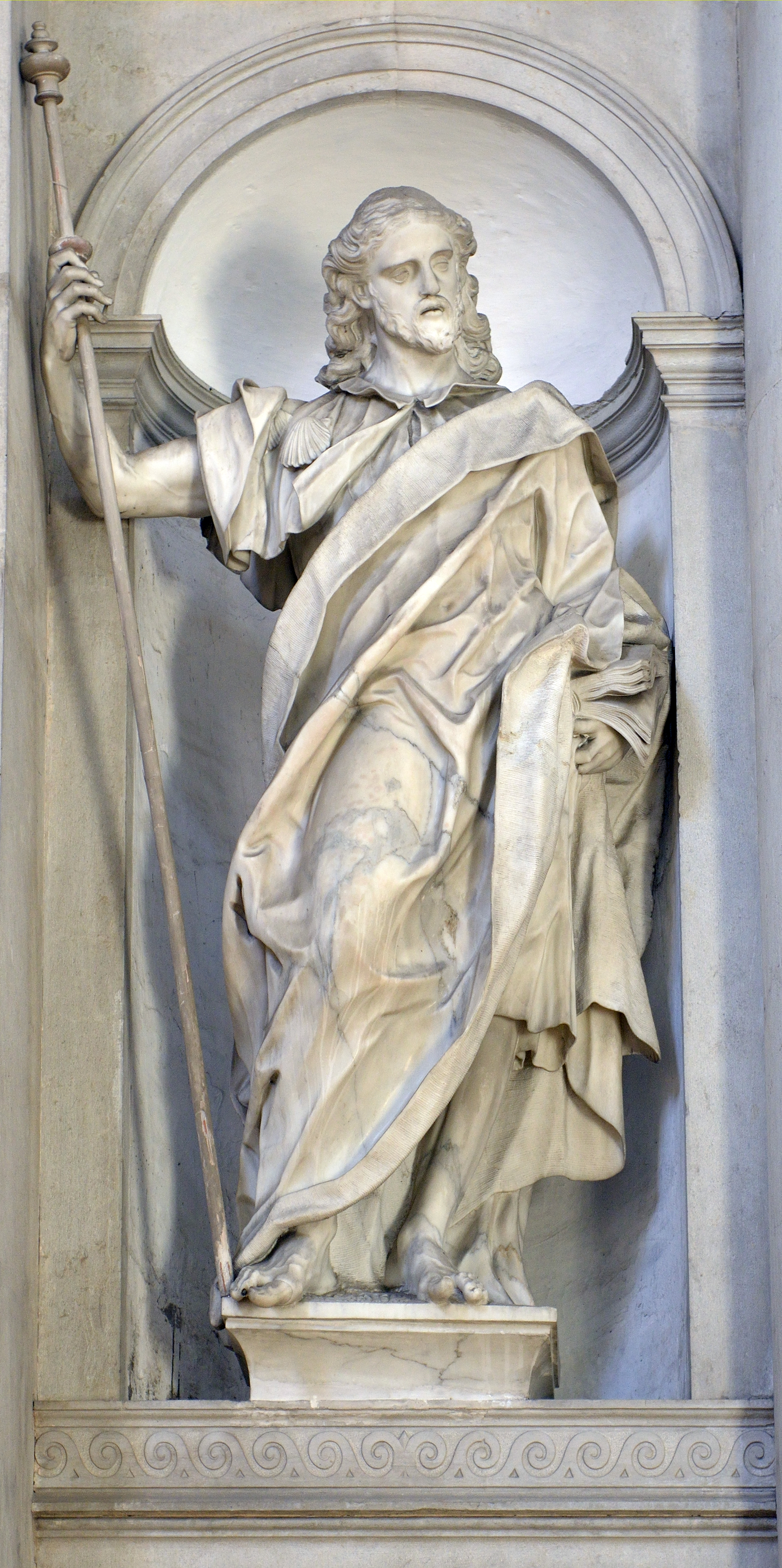
Джузеппе Торретто. «Сан Джакомо», церква Сан Джорджо, Венеція.
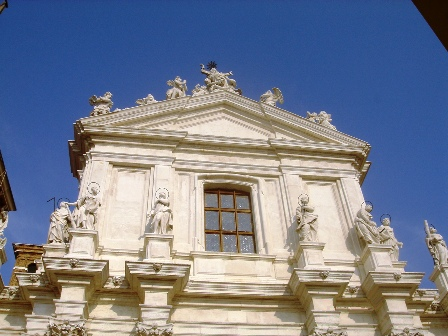
Церква Джезуїті

Мав сестру Сесілію Торретто, з якою узяв шлюб Себастьян Бернарді. Їхній син Джузеппе Бернарді (1694—1773), теж скульптор, став спадкоємцем майстерні дяді.